# Thomas Jacobsen
Thomas Jacobsen, född den 13 september 1972, är en dansk seglare.
Han tog OS-guld i soling i samband med de olympiska seglingstävlingarna 2000 i Sydney.